# 능조
능조(淩操, ? ~ 203년)는 중국 후한 말 손권 휘하의 무장으로 오군(吳郡) 여항현(餘杭縣) 사람이다. 능통의 아버지이며 황조와 싸우다 전사하였다.

## 생애
의협심과 담력이 있었다. 손책 밑에서 어떤 전투든 수행하며 항상 선봉에 섰다. 영평현장(永平―)으로서 산월을 다스렸으며 파적교위(破賊校尉)에 올랐다. 손책 사후 그 뒤를 이은 손권이 강하를 칠 때 종군하여 하구(夏口)로 들어갔다. 선봉에 서서 황조의 수군을 격파하고 전진하다가 감녕의 화살을 맞고 전사하였다. 이로 인해 능통은 감녕을 원수로 여겼다.

## 몰년 추정
능조가 전사한 해가 언제인지는 기록이 없다. 〈능통전〉에 의하면 능통은 아버지 사후 마둔(麻屯)과 보둔(保屯)을 공격했다. 〈주유전〉과 〈손유전〉에도 마둔과 보둔을 공격한 기록이 있는데 206년(건안 11년)이다. 206년 이전에 손권이 황조를 친 것은 203년이다. 그래서 사마광은 능조가 203년에 죽었다고 추정하였다. 《건강실록》(建康實錄)에서는 능통이 217년 29세의 나이에 죽었다고 했는데 이를 신뢰할 때도 몰년이 203년이 된다. 능조는 능통이 15살일 때 사망하기 때문이다.

## 삼국지연의
사서가 아닌 소설 《삼국지연의》에서는 손책에게 깨진 엄백호가 여항으로 도망쳐오자 고을 사람들을 이끌고 물리친 후 손책에게 임관한다. 최후는 사서와 같다.

## 가계
- 아들 : 능통
  - 손자 : 능렬, 능봉

## 같이 보기
- 삼국지 인물 목록

## 참고 문헌
- 《삼국지》 55권 오서 제10 능통